# Grup parlamentar
Un grup parlamentar, un caucus parlamentar sau un grup politic este un grup format din membri ai unor partide politice diferite sau politicieni independenți cu ideologii similare. Unele sisteme parlamentare permit partidelor politice mai mici, care nu sunt suficient de numeroase pentru a forma grupuri parlamentare în nume propriu, să se alăture altor partide sau politicieni independenți pentru a beneficia de drepturi sau privilegii care sunt acordate doar grupurilor recunoscute oficial. O alianță electorală, în care partidele politice se asociază doar pentru alegeri, este similară cu un grup parlamentar. Un grup tehnic este similar cu un grup parlamentar, dar cu membri de ideologii diferite. În schimb, o facțiune politică este un subgrup în cadrul unui partid politic și o coaliție se formează numai după alegeri.
Grupurile parlamentare pot alege un lider parlamentar; astfel de lideri sunt adesea actori politici importanți. În unele cazuri, grupurile parlamentare folosesc disciplina de partid pentru a controla voturile membrilor lor.